# Konno Juiko
Konno Juiko (金野 結子; Hepburn: Konno Yuiko) (Csiba prefektúra, 1980. október 10. –) japán válogatott labdarúgó.

## Klub
A labdarúgást a JEF United Chiba csapatában kezdte. 2010-ben vonult vissza.

## Nemzeti válogatott
2010-ben debütált a japán válogatottban. A japán válogatottban 1 mérkőzést játszott.

## Statisztika
| Japán válogatott | Japán válogatott | Japán válogatott |
| Időszak          | Mérk.            | gól              |
| ---------------- | ---------------- | ---------------- |
| 2010             | 1                | 0                |
| Összesen         | 1                | 0                |